# Daphnandra repandula
Daphnandra repandula är en tvåhjärtbladig växtart som först beskrevs av Ferdinand von Mueller, och fick sitt nu gällande namn av Ferdinand von Mueller. Daphnandra repandula ingår i släktet Daphnandra och familjen Atherospermataceae. Inga underarter finns listade i Catalogue of Life.